# Comuna Cărpinet, Bihor
Cărpinet (în maghiară: Kerpenyéd) este o comună în județul Bihor, Crișana, România, formată din satele Călugări, Cărpinet (reședința), Izbuc și Leheceni.

## Demografie
Componența etnică a comunei Cărpinet
     Români (92,28%)
     Alte etnii (1,56%)
     Necunoscută (6,16%)
Componența confesională a comunei Cărpinet
     Ortodocși (87,62%)
     Penticostali (2,12%)
     Adventiști (1,87%)
     Baptiști (1,18%)
     Alte religii (0,75%)
     Necunoscută (6,47%)
Conform recensământului efectuat în 2021, populația comunei Cărpinet se ridică la 1.607 locuitori, în scădere față de recensământul anterior din 2011, când fuseseră înregistrați 1.932 de locuitori. Majoritatea locuitorilor sunt români (92,28%), iar pentru 6,16% nu se cunoaște apartenența etnică. Din punct de vedere confesional, majoritatea locuitorilor sunt ortodocși (87,62%), cu minorități de penticostali (2,12%), adventiști (1,87%) și baptiști (1,18%), iar pentru 6,47% nu se cunoaște apartenența confesională.

## Politică și administrație
Comuna Cărpinet este administrată de un primar și un consiliu local compus din 11 consilieri. Primarul, Petru-Daniel Curta[*], de la Partidul Social Democrat, este în funcție din 2016. Începând cu alegerile locale din 2024, consiliul local are următoarea componență pe partide politice:
|  | Partid                          | Consilieri | Componența Consiliului | Componența Consiliului | Componența Consiliului | Componența Consiliului | Componența Consiliului | Componența Consiliului | Componența Consiliului | Componența Consiliului |
|  | ------------------------------- | ---------- | ---------------------- | ---------------------- | ---------------------- | ---------------------- | ---------------------- | ---------------------- | ---------------------- | ---------------------- |
|  | Partidul Social Democrat        | 8          |                        |                        |                        |                        |                        |                        |                        |                        |
|  | Partidul Național Liberal       | 2          |                        |                        |                        |                        |                        |                        |                        |                        |
|  | Alianța pentru Unirea Românilor | 1          |                        |                        |                        |                        |                        |                        |                        |                        |

## Atracții turistice
- Biserica ortodoxă din satul Izbuc, construcție 1859
- Rezervația naturală „Izbucul intermitent de la Călugari” (14,40 ha), monument al naturii